# Sisamnes claviger
Sisamnes claviger  je vrsta kukaca polulrilaca u porodici Rhyparochromidae. Živi u Sjevernoj Americi.